# Schizonycha rhizotrogoides
Schizonycha rhizotrogoides är en skalbaggsart som beskrevs av Brenske 1899. Schizonycha rhizotrogoides ingår i släktet Schizonycha och familjen Melolonthidae. Inga underarter finns listade i Catalogue of Life.